# Rajko Aleksić
Pour les articles homonymes, voir Aleksić.
Rajko Aleksić est un footballeur yougoslave, né le 19 février 1947 à Srpska Crnja. Il évoluait au poste de défenseur.

## Biographie
Rajko Aleksić participe à la Coupe d'Europe des clubs champions avec le club de Vojvodina lors de la saison 1966-1967.
Il dispute 52 matchs en Division 1 française avec l'équipe de l'Olympique lyonnais.

## Parcours
| Saisons   | Clubs                             |
| --------- | --------------------------------- |
| 1965-1977 | FK Vojvodina Novi Sad Yougoslavie |
| 1977-1980 | Olympique lyonnais France         |

## Palmarès
- Champion de Yougoslavie en 1966 avec le Vojvodina Novi Sad
- Vainqueur de la Coupe Mitropa en 1977 avec le Vojvodina Novi Sad